# پاستورلا
پاستورلا یک سرده از باکتری‌های گرم منفی و بی‌هوازی اختیاری است. گونه‌های پاستورلا غیرمتحرک و پلئومورف هستند و اغلب رنگ‌آمیزی دوقطبی نشان می‌دهند. بیشتر گونه‌ها کاتالاز و اکسیداز مثبت هستند. نام این سرده از شیمی‌دان و میکروبیولوژیست فرانسوی لوئی پاستور گرفته شده‌است که نخستین بار گونه‌ای باکتری را که اکنون با نام پاستورلا مالتوسیدا شناخته می‌شود به‌عنوان عامل بیماری وبای مرغی شناسایی کرد.

## بیماری‌زایی
بسیاری از گونه‌های پاستورلا پاتوژن‌های مشترک بین انسان و دام هستند و انسان‌ها می‌توانند از گزش حیوانات اهلی به عفونت مبتلا شوند. در گاو، گوسفند و پرندگان، گونه‌هایی از پاستورلا می‌توانند باعث سینه‌پهلوی مرگبار شوند. در گربه‌ها و سگ‌ها، پاستورلا عامل بیماری نیست و بخشی از فلور طبیعی بینی و دهان را تشکیل می‌دهد.
پاستورلا همولیتیکا (Pasteurella haemolytica) گونه‌ای است که عمدتاً گاو و اسب را آلوده می‌کند. پاستورلا مالتوسیدا شایع‌ترین عامل در پاستورلوز یا عفونت پاستورلای انسانی است. علائم رایج پاستورلوز در انسان شامل تورم، سلولیت و تخلیهٔ خون از محل زخم است. عفونت ممکن است به مفاصل مجاور موضع، پیشرفت کرده و می‌تواند باعث تورم بیشتر، التهاب مفصل و آبسه شود.
گونه‌های سردهٔ پاستورلا به‌طور کلی به کلرامفنیکل، پنی‌سیلین‌ها، تتراسایکلین و ماکرولیدها حساس هستند. در صورت وجود باکتری در محل گزش، انجام درمان‌های ضدباکتری اغلب لازم است. تاکنون چندین واکسن برای پیشگیری از عفونت پاستورلا استفاده شده‌است.

### در جانوران
گونهٔ پاستورلا مالتوسیدا به‌عنوان عامل بیماری و مرگ و میر در خرگوش شناخته شده‌است. سندرم غالب، بیماری تنفسی فوقانی است. این باکتری می‌تواند در میان کلنی‌های خرگوش، بومی باشد و اغلب از طریق ترشحات بینی منتقل می‌شود. پاستورلا مالتوسیدا می‌تواند چندین روز در آب یا مناطق مرطوب زنده بماند. پاستورلا همچنین می‌تواند از طریق گاز گرفتن سگ منتقل شود. پاستورلا در کانگوروهای قرمز و در کانگوروهای خرگوشی نیز گزارش شده‌است.

### حساسیت به آنتی‌بیوتیک‌ها
گونهٔ پاستورلا مالتوسیدا به انروفلوکساسین، اکسی تتراسایکلین، کلرامفنیکل و آمپی‌سیلین بسیار حساس است.